# Ситник Олександр Федорович
Олександр Федорович Ситник (9 листопада 1903, місто Глухів, тепер Сумської області — ?) — український радянський діяч, секретар Кіровоградського обласного комітету КП(б)У, 1-й секретар Олександрівського районного комітету КП(б)У.

## Життєпис
Закінчив початкову школу. Працював робітником. З листопада 1925 року служив у Червоній армії.
Член ВКП(б) з 1927 року.
Перебував на відповідальній партійній роботі.
З 1938 по квітень 1939 року — 1-й секретар Олександрівського районного комітету КП(б)У Київської (потім — Кіровоградської) області.
16 травня 1939 — 15 січня 1941 року — секретар Кіровоградського обласного комітету КП(б)У із пропаганди.
Із січня 1941 року — начальник політичного відділу Управління робітничо-селянської міліції НКВС Української РСР.
Подальша доля невідома.

## Нагороди
- орден Леніна (7.02.1939)
- ордени
- медалі